# Frederic Calland Williams
Frederic Calland Williams (26 de junio de 1911 Stockport-11 de agosto de 1977 en Mánchester), conocido como F.C. Williams o como Freddie Williams, fue un ingeniero inglés conocido principalmente por sus contribuciones al desarrollo de tecnologías relacionadas con el radar durante la Segunda Guerra Mundial y por ser el inventor junto a Tom Kilburn del tubo Williams, uno de los primeros dispositivos de memoria electrónica.

## Educación
Williams realizó su formación académica en el Stockport Grammar School y en la Universidad de Mánchester donde obtuvo los títulos de Bachelor of Science y Master of Science. En 1936 finalizó sus estudios en el Magdalen College en Oxford donde recibió su doctorado en filosofía.

## Investigación
Trabajó en el Telecommunications Research Establishment donde realizó importantes contribuciones en el desarrollo del radar durante la Segunda Guerra Mundial.
En 1946 fue nombrado líder del departamento de ingeniería electónica de la universidad de Mánchester. Durante esa etapa fue pionero junto con Tom Kilburn en el desarrollo de la primera computadora digital con un programa almacenado, la Manchester Mark I.
Williams también es conocido por la invención del tubo Williams en colaboración con Tom Kilburn. El tubo Williams fue uno de los primeros dispositivos de memoria electrónica.

## Premios y honores
En 1950 Williams fue nombrado Fellow de la Royal Society. El texto de su nombramiento, traducido del inglés, expone sus principales contribuciones al desarrollo de la tecnología:

Durante la guerra F.C. Williams fue la máxima autoridad y la principal fuente de ideas sobre circuitos electrónicos asociados con múltiples dispositivos de radar desarrollados en el Telecommunications Radio Establishment. Muchas de las extremadamente refinadas técnicas implementadas en dispositivos como el I.F.F., G.E.E. y Oboe, se desarrollaron gracias a él y fueron posibles por su profundo conocimiento de los principios físicos. Desde la guerra, Williams ha desarrollado con éxito un tubo de almacenamiento eléctrico para el proyecto de la máquina Manchester de computación digital. El éxito del sistema de almacenamiento depende de las más delicadas propiedades de las formas de onda producidas por el bombardeo electrónico de un punto en una pantalla.